# Енергетика
Енергетика је област привреде која се бави производњом, преносом и дистрибуцијом енергената и енергије. С обзиром на то да је у питању познати и општеприхваћени и заступљен појам може се дефинисати на више начина. У научном смислу је енергетика наука о енергији и техничком коришћењу извора енергије. У економском смислу је енергетика скуп привредних активности усмерених на истраживање и производњу примарних или секундарних извора енергије, трансформацију, пренос и дистрибуцију до потрошача. У филозофском смислу је енергетика поглед на свет који све што постоји и све што се збива у природи и друштву своди на енергију, чак и материју и дух.
Енергетика се бави производњом и прометом чврстих, течних и гасовитих енергената као и електричном и нуклеарном енергијом. Неки облици енергије се производе потрошњом фосилних горива (угаљ, нафта, гас) и других необновљивих извора (нуклеарна енергија) док се други производе из обновљивих извора (хидро, сунце, ветар, таласи, геотермална енергија).
Енергија се троши највише у области транспорта, грејања, осветљења и у технолошким процесима.
Један од задатака енергетике је економична производња и смањење губитака енергије, ефикасан размештај произвођача и избор оптималног начина транспорта. Поред овога је значајан задатак смањење негативних утицаја на човекову околину. Овде се првенствено мисли смањивање емисије гасова (угљен-диоксид) који су узрок ефекта стаклене баште, али и осталих штетних производа који настају током процеса производње енергије (сумпорни и азотни оксиди, пепео, чађ, итд).

## Облици енергије
Облик енергије је термин који се користи да опише појаву или материју која се може користити за добијање енергије. Сви извори енергије се могу поделити на примарне секундарне и корисне облике енергије. Енергија се јавља као последица стања у коме се налази неко тело. Најчешће је дефинишемо као способност тела да врши рад. Јединица за енергију је џул [J].

### Примарни облици енергије
Примарни облици енергије се налазе у природи или се у њој појављују. Примарни облици енергије се могу поделити према обновљивости у природи на:

#### Необновљиве изворе енергије
- Фосилна горива (Угаљ, Сирова нафта, природни гас, уљни шкриљци односно нафтни шејлови, битуменозни песак, тресет) и
- Нуклеарне минералне сировине (Уранијум, торијум).

#### Обновљиви извори енергије
- Хидроенергија;
- Биомаса;
- Енергија ветра;
- Енергија зрачења Сунца;
- Енергија плиме и осеке;
- Енергија таласа;
- Унутрашња енергија мора.

Геотермална енергија је по дефиницији необновљиви извор енергије. али је с обзиром на огроман потенцијал енергије Земље практично обновљив, јер се топлотни флукс стално преноси из унутрашњости ка површини Земље.

### Секундарни извори енергије
Одређени примарни облици енергије се не могу користити у у свом природном облику, из разлога што је економски или технички неоправдано или еколошки непогодно. Зато је неопходно извршити енергетске трансформације за добијање секундарних извора енергије.
У секундарне облике енергије спадају: топлотна и електрична енергија, деривати нафте, обогаћено нуклеарно гориво, кокс, брикети и слично.
Најчешће коришћена енергетска трансформација је сагоревање. Енергетске трансформације које су још у употреби су: коксовање, дестилација, дегазолинажа, турбинске трансформације.

#### Коксовање
Коксовање (сува дестилација) је процес добијања металуршког кокса при високим температурама без присуства кисеоника. Користи се високо квалитетан угаљ (камени) са малим садржајем испарљивих компоненти.
Сува дестилација се обавља у коксарама на високим температурама. При вишим температурама од 1000 °C до 1200 °C настаје металуршки кокс, док при нижим температурама настаје полукокс. Овај процес настајања полукокса назива се полукоксовање односно швеловање.
Производи који настају током коксовање су:
- Тер и терна вода (течни производи);
- Дестилациони гас (гасовити производ);
- Кокс и полукокс (чврсти производи).

Кокс је порозан, сребрнкасто сиве боје, призматичног лома и садржи нешто пепела и сумпора.

#### Дестилација у рафинеријама
Нафтни деривати су материјали који су изведени из сирове нафте при њеној обради у рафинеријама нафте. За разлику од петрохемија, које су колекција добро дефинисаних и обично чистих хемијских једињења, нафтни производи су комплексне смеша. Највећи део нафте се конвертује у нафтне производе, чиме је обухваћено неколико класа горива.

##### Течни нафтни гас
Течни нафтни гас (ТНГ), у свету познатији као ЛПГ (Лиqуефиед Петролеум Гас), представља смешу пропана и бутана, која је ускладиштена на повишеном притиску, при чему се обе, при нормалним условима гасовите компоненте, налазе у течном стању.
Удео појединих компонената у ТНГ-у је различит од земље до земље. Поред пропана и бутана, у смеши се, у малим количинама, налазе и неке друге компоненте (пропилен Ц3Х6, бутилен Ц4Х8 и др.), чији је садржај регулисан одговарајућим стандардом. ТНГ има широку примену, као гориво за аутомобиле, гориво у индустрији и за домаћинства, као и у пољопривреди. Уколико се користи као погонско гориво употребљава се назив АУТО ГАС, а ако се користи у домаћинству назива се плин, бутан, гас, пропан – бутан.
Једна од најзначајнијих карактеристика течног нафтног гаса је висока отпорност ка самопаљењу што значи да ТНГ има висок октански број. Ово га чини посебно погодним за примену у ото моторима.
ТНГ је са еколошког аспекта врло погодно гориво. С обзиром да лако образује смешу са ваздухом, ТНГ скоро потпуно сагорева, па у продуктима сагоревања доминира водена пара. У погледу квалитета издувне емисије, мотори са погоном на ТНГ надмашују и најмодерније дизел моторе са накнадним третманом издувних гасова.

##### Бензин
Бензин је најважнији продукт дестилације нафте јер служи као погонско гориво. Састав му је различит. Мерило квалитета бензина је октански број - бројчана ознака степена отпорности према појави детонатног сагоревања. Иако је нафта од огромне важности за човека, све чешће је и један од највећих загађивача природе.
Дизел-гориво је један од главних продуката прераде сирове нафте. Оно се дестилује између 170 и 360 °C, а служи за погон дизел-мотора

##### Битумен
Битумен је густа, црна, лепљива, високовискозна угљоводонична смола на бази нафте. Природног је порекла, а може се добити експлоатацијом из налазишта где је доступан у два појавна облика:
- у слојевима земљишта као битуменски песак и у језерима битумена;
- или индустријским путем, рафинирањем сирове нафте.

Другачије се назива катран или тар, а у неким земљама попут Сједињених Америчких Држава асфалт, јер је незаобилазни састојак улица и путева као везиво за песак, шљунак и агрегат.
Битумен је човечанству познат још из античког доба. Да не пропушта воду добро су знали Вавилонци и Хиндуси који су њиме изоловали зидове древног града Мохенџо-Даро у Пакистану, а то сазнање касније су мудро искористили Римљани као решење за облагање базена и резервоара.

##### Парафин
Парафин је смеша алкана, то јест засићених алифатских парафинских угљоводоника (парафина) с 18 до 45 (до чак и 55 °C) угљеникових атома у молекулима, структурне хемијске формуле С(n)Х(2n+2), али за велике угљоводонике се то може апроксимирати. У течном стању се назива и парафинским уљем.

##### Лож уље
Ложива уља или мазут су горива добијена фракционом дестилацијом нафте. Говорећи генерално, ложива уља су сви течни нафтни производи који изгарају у пећима и котловима за производњу топлоте или се користе у моторима за добијање снаге, као погонско гориво у индустрији, термоелектранама, бродски погон и др

##### Моторно уље
Моторно уље или мазиво за возила спада у течно мазиво, у које спадају још и индустријска уља (мазива за машине), а користе се и маринска мазива за бродске моторе и уређаје, мазива за железнице, ваздухопловна возила, пољопривредне и друге машине. Моторна уља чине приближно половину укупне производње свих мазива.

#### Дегазолинажа
Дегазолинажа је поступак којим се из влажног природног гаса, издвајају течни нафтни гас (пропан и бутан) и угљоводоници вишег реда (са 5 и више угљеникових атома) - из којих се касније добија лаки бензин, а при коме остаје суви природни гас.

## Корисни облици енергије
Корисни облици енергије настају као резултат неке од трансформација и доступне су потрошачима за употребу. У корисне облике енергије спада: топлотна, механичка, светлосна и хемијска енергија.

### Механичка енергија
Механичка енергија је најчешћи облик енергије коју човек користи и изражава могућност тела да изврши неки рад. Може се појавити у два облика као:
- потенцијална и
- кинетичка.

Потенцијална енергија зависи од положаја тела или молекула (тело подигнуто у гравитационом пољу, опруга, сабијен ваздух)
Еp=G*h=m*g*h
Кинетичка енергија је мера кретања тела одређене масе.

### Топлотна енергија
Топлотна енергија је физичка величина која се обично означава са Q. Основна јединица за топлотну енергију у Међународном систему јединица јесте џул.
Пренос топлоте се може извршити на три могућа начина:
- кондукцијом када су два тела у директном контакту;
- конвекцијом када се топлота преноси преко неког посредника, нпр. флуида;
- зрачењем када се топлота преноси између два удаљена тела без посредства.

### Хемијска енергија
Хемијска енергија је последица распореда молекула у телима насталог услед хемијских и других процеса у природи. Садржи је храна, угаљ, нафта, природни гас и сл. Овај облик енергије је врло чест при акумулацији (складиштењу и чувању) енергије.

### Светлосна енергија
Светлосна енергија настаје при сагоревању материје када настаје и топлотна енергија. Светлосна енергија се обезбеђује коришћењем електричне енергије која је неопходна за рад рачунара, телевизије и радио уређаја.

## Енергетски биланс
Енергетски биланс се може дефинисати како са физичког и биолошког, тако и са географског, енергетског и инжењерског становишта. У економици енергетике, енергетски биланс земље јесте агрегатна слика свих људских активности које се тичу енергије, изузев природних и биолошких процеса. Национални енергетски биланс се утврђује за најмање годину дана унапред.
Заједничка методологија утврђивања и презентовања енергетског биланса омогућава преглед и анализу стања и пројекције енергетског сектора земље. Врсте у енергетском билансу указују на количине сваког извора енергије који је расположив, трансформисан или потрошен у три главна сектора:
- примарни енергетски биланс;
- биланс конверзије енергије;
- финални енергетски биланс.

## Необновљиви извори енергије
Необновљиви извори енергије су примарни облици енергије који се не могу поново регенерисати или произвести.
У необновљиве изворе спадају:
- Фосилна горива (Угаљ, сирова нафта, нафтни шејлови, тресет, битуменозни песак) и
- Нуклеарне минералне сировине (Уранијум и торијум)

Досадашњим нивоом развоја цивилизације достигли смо коришћењем пре свега фосилним горивима. Необновљиви извори енергије су данас основни ослонац светске енергетике.
Предности коришћења необновљивих извора енергије:
- Висока концентрација енергије по јединици масе или запремине;
- Могу се транспортовати и складиштити;
- Не зависе од временских прилика, периода године и слично;
- Потрошња се прилагођава потребама.

### Фосилна горива
Фосилна горива или минерална горива су горива која настају од природних ресурса попут анаеробног распадања закопаних мртвих организама. Организми и фосилна горива која од њих настају су отприлике стара милион година, а понекад и више од 650 милиона година. Та горива садрже високе постотке угљеника и угљоводоника.
Када сагоревају фосилна горива, ослобађају се сумпор, азот и водоник који са кисеоником стварају једињења позната као оксиди. Када ови оксиди доспеју у атмосферу, хемијски реагују са воденом паром и стварају сумпорну, азотну и карбонску киселину. Кондензована атмосферска водена испарења са оваквим киселим садржајем, уобичајено названа киселе кише, улазе у циклус кружења воде и могу да узрокују штетне последице по биолошки квалитет шума, земљишта, језера и водених токова.
Овај еколошки проблем је покренуо усвајање великог броја правних аката и резолуција на међународном и националном нивоу које регулишу питање загађења ваздуха употребом фосилних горива. На пример, неки од ових прописа налажу уклањање свих једињења која се налазе у угљу а садрже сумпор; уклањање сумпора мора да се изврши пре процеса сагоревања угља – ова законска обавеза је допринела значајном смањењу нивоа присуства сумпорне киселине у атмосфери. Еколошки закони такође обавезују инсталирање система за пречишћавање загађујућих супстанци и гасова, као што су филтери који се монтирају на димњацима термоелектрана и градских топлана; они задржавају испарења сумпор-диоксида и друга штетна једињења пре него што доспеју у атмосферу.
Сагоревање фосилних горива ствара несагореле честице горива и пепео. У прошлости, термоелектране на угаљ су у ваздух избацивале огромне количине пепела. Данас је и овај проблем регулисан еколошким прописима који одређују да се емисије које садрже пепео такође морају пречистити пре него што доспеју у атмосферу. Док са једне стране сагоревање нафте и природног гаса производи знатно мање пепела у односу на сагоревање угља, загађење ваздуха несагорелим честицама које стварају аутомобили може са друге стране постати велика главобоља надлежних у градовима у којима је велика концентрација возила са бензинским или дизел моторима.

## Врсте горива
Идеално гориво, које би испунило све услове, не постоји. Поред тога, поједине примене захтевају одређена специфична својства горива, из тог разлога постоји више врста горива. Пример: нафта, која је прво коришћена само као сировина за петролеј за осветљење, а касније је развијен низ горива као што су бензин, дизел и мазут. Основна подела горива приказана је у табели.
| Агрегатно стање | Природа горива    | Прерађена горива                              |
| --------------- | ----------------- | --------------------------------------------- |
| Чврсто          | Дрво, угаљ        | Шкриљци, дрвени угаљ, брикети, полукокс, кокс |
| Течно           | Нафта             | Бензин, петролеј, дизел, мазут                |
| Гасовито        | Земни гас (метан) | Гас (рафинисани, дестилациони, генераторски)  |

Под природним горивима се подразумевају горива која се користе након одстрањивања грубих примеса, док прерађена горива захтевају компликованији процес производње у коме могу да учествују и вештачка горива. Прерађена горива се даље деле на примарна и секундарна. Примарни бензин се добија раздвајањем нафте на низ продуката, док се секундарни бензин добија крековањем (разлагање тешких нафтних деривата на лакше). Осим основне поделе, горива се деле према постојаности на топлоту, запаљивост и примени.

## Обновљиви извори енергије
Филозофи у старој Грчкој, а још раније људи у Индији и Кини објашњавали су структуру природе коришћењем њених основних елемената. Ови елементи су у античкој филозофији представљани као фундаментални делови читавог космоса уз чију помоћ се остварује постојање свих ствари. Ветар, вода, земља и ватра. Три од ова четири основна елемента данас су нам позната као обновљиви извори енергије.
Обновљиве изворе енергије можемо поделити у две главне категорије:
- традиционалне обновљиве изворе енергије као што су биомаса и енергија великих хидроелектрана;
- "нове обновљиве изворе енергије" попут енергије Сунца, енергије ветра, геотермалне енергије и слично.

Развој обновљивих извора енергије поготово од ветра, воде, Сунца и биомасе је важан из неколико разлога:
- ови извори енергије имају врло важну улогу у смањењу емисије угљен диоксида у атмосфери,
- повећање удела обновљивих извора енергије повећава енергетску одрживост система једне земље. У исто време помаже у побољшању сигурности доставе енергије и тако смањује зависност од увоза енергетских сировина као и електричне енергије;
- сматра се да ће у догледно време обновљиви извори енергије постати економски конкурентни конвенционалним изворима енергије.

### Технологије обновљивих извора енергије
Највећи део технологија обновљивих извора енергије се директно или индиректно напаја из Сунца. Земљина хидросфера односно вода упија највећи део долазећег зрачења. Количински највише зрачења се апсорбује на малој географској ширини у подручју око екватора, али путем ветрова и морских струја та енергија распршује по читавој планети. Сунчева енергија је незаобилазна и за дистрибуцију падавина као и за узгајање биљака које су потребне за производњу биогорива. Струјање обновљиве енергије укључује природне феномене као што су: сунчева светлост, ветар, валови, геотермална топлота и слично.
Енергија се добија директно из Сунца или из топлоте стваране дубоко у Земљи, у својим различитим облицима. То укључује такође електричну енергију и топлоту добијену из извора попут Сунчеве светлости, ветра, океана, хидроенергије, биомасе и геотермалне енергије те биогорива и хидрогена добијеног из обновљивих извора.
Сваки посебно од ових обновљивих извора има јединствена својства које утичу на то како и где се употребљавају.

### Енергија ветра
Од свих обновљивих извора енергије енергија ветра представља најбрже растући извор. Као и остали извори и овде постоје негативне стране. Код овог извора енергије основни проблем јесте ефикасност. Потребно је истачи да је прихватљива норма за електране на ветар између 25 и 30%.
Без обзира што је енергија ветра увек релативно скупа у поређењу са коришћењем фосилних горива то није зауставило развој индустрије енергије ветра.
Ветар има огромну снагу коју повремено уочимо кроз његову изразиту разорну моћ а у дужем периоду ветар може да обликује терен или изазове ерозије у неким областима. Човек је од ветра направио савезника, почевши још од поморских пловидби а први писани подаци говоре о ветрењачи изграђеној у Персији 947. године. Верује се да су ветрењаче коришћење у Кини и Јапану још пре 3000 година. На тлу Европе ветрењаче су се појавиле у 12. веку и од тада па до 19. века ветар је коришћен као веома значајан извор енергије.
Постоје географске карте на којима су уцртане области са карактеристичним интензитетима брзине ветра, односно густинама снаге ветра на одређеној висини изнад тла. Збир оваквих карата се назива Атлас ветра а први европски Атлас је објављен 1989. године. Приликом израде Атласа ветра одређеног подручја користе се базе података о карактеристикама ветра постојећих метеоролошких станица и подаци сателитских мерења као и они прикупљени помоћу метеоролошких балона.

### Енергија Сунца
Сунчево зрачење, односно енергија Сунчевог зрачења је највећи и при томе потпуно чист извор енергије. Сунце је на посредан или непосредан начин извор готово све расположиве енергије на Земљи - ова енергија потиче од нуклеарних реакција у његовом средишту у коме температура досеже 15 мил. °C. Ове реакције представљају фузију, код које спајањем водоникових атома настаје хелијум, уз ослобађање велике количине енергије.
Директно искоришћење енергије Сунца може се урадити на следеће начине:
- Помоћу соларних панела или колектора – соларна енергија се на овај начин претвара у топлотну и у већини случајева се користи за загревање воде;
- Концентрисање соларне енергије – усмеравање соларног зрачења употребом поља огледала у једну тачку у којој се нека течност загрева на високу температуру. Овако загрејана течност се користи за производњу електричне енергије. Ово је основни начин рада у данашњим соларним електранама;
- Соларне ћелије – претварање соларне енергије директно у електричну енергију.

### Биоенергија из биомасе
Биомаса представља биолошки материјал који је настао од живих организама као што је дрвна маса и различитих врста комуналног и другог отпада. Она се може користити за генерсање топлоте која затим може послужити између осталог и за производњу електричне енергије. У биомасу се такође убрајају биљни и животињски материјали који се користе приликом производње различитих влакана и хемикалија. Као извор енергије биомаса има веома дугу историју јер је у својим основним облицима коришћена од самих почетака људске цивилизације. Једноставно речено – ватра претвара органски материјал из дрвета у топлоту. Биомаса је била доминантан извор енергије до 18. века.
Извори биомасе из којих можемо добити енергију су: дрвна маса, разне врсте отпада, отпадни гасови и алкохолна горива. Она може бити на релативно једноставан начин бити преведена у употребљиве изворе енергије попут метана или горива за транспорт као што су етанол и биодизел. Из дана у дан биомаса постаје све популарнија и прихваћенија широм света али се и даље спомиње у многим дебатама код којих се разрађују предности и мане, нарочито кад се биомаса упореди с осталим обновљивим изворима енергије. И поред различитих мишљења, већина научника и даље тврди да биомаса има многе предности пред фосилним горивима и да значајно доприноси смањењу укупне емисије угљен диоксида у атмосферу.

#### Чврста биомаса
Чврста биомаса се најчешће употребљава директно као сагорљиво гориво. Ова врста биомасе је добијена из дрвета, биогеног дела из комуналног чврстог отпада или из неискоришћених делова ратарских култура. Поменуте ратарске културе се могу и наменски узгајати као тзв. енергетски усев.

#### Биогас
Настаје из разлагања биолошког, органског, отпада без обзира да ли се разлагање одвија на депонији, затвореном постројењу за анаеробно разлагање или постројењима за пречишћавање отпадних вода. Ова врста горива се може произвести из остатака након производње папира, шећера, затим из фекалног отпада, животињских остатака и слично. По проценама укупан енергетски потенцијал биомасе код нас је већи од укупне потрошње нафте у пољопривредној производњи Србије. На основу статистичких података, може се прорачунати да би Србија могла да произведе толико биогаса, да може надоместити 20% увоза природног гаса и то само од биомасе као производа сточарства.
Биогас је свакако исплатив, а оно што остане након прераде течног стајњака је најквалитетније вештачко ђубриво.

#### Енергија воде
Хидроенергија представља најбитнији обновљиви извор енергије. Она је обновљива захваљујући Сунчевој енергији која непрестано одржава хидролошки циклус. Истовремено то је једини извор који је економски конкурентан нуклеарној енергији и фосилним горивима. Наравно, коришћење енергије воде има одређена ограничења која се пре свега односе на то да је неопходно доста текуће воде по могућности током читаве године. Промене водостаја се решавају изградњом брана и акумулационих језера што подиже цену хидроелектране и подиже ниво подземних вода у околини и мења биолошку слику.

#### Геотермална енергија
Топлотна енергија Земље представља геотермалну енергију. Ова топлота унутрашњости Земље је настала још приликом формирања планете пре четири милијарде година а распад радиоактивних елемената у стенама у континуитету регенерише ту топлоту. Баш из тог разлога овај вид енергије спада у обновљиве. Посредник који преноси топлоту из унутрашњости Земље на површину је вода или водена пара. Она се као кишнице пробија дубоко па пукотинама где се загрева а затим иде назад ка површини у облику гејзира. Електране које користе овај вид енергије могу да буду функционалне током 95% било ког периода.
Вековима се геотермална вода користи за повећање приноса а добар пример за то је и Мађарска која тренутно покрива 80% енергетских потреба стакленика геотермалном енергијом. Коришћење геотермалне енергије се врши на директан или индиректан начин.
Директно начин подразумева коришћење вруће воде која избија или се испумпава из Земље. Та врућа вода служи за грејање кућа или стакленика, за одређене процесе у индустрији и слично. У Рејкјавику на Исланду се налази највећи геотермални систем за грејање и тамо се скоро 90% домаћинстава греје на овај начин.
Индиректно се овај виде енергије користи за добијање електричне струје. Врућа вода и водена пара служе за покретање генератора и практично нема емисије штетних гасова. Предност се огледа у томе што се овај тип електрана може саградити у најразличитијим окружењима, од фарми, пустињских површина па све до шумско рекреативних подручја.

#### Енергија плиме и осеке
Порекло ове енергије дугујемо гравитационим силама Сунца и Месеца. Иако потенцијал плиме и осеке није уопште занемарљив за сада нема већих комерцијалних експлоатација. Овај тип енергије се може искористити на местима где доста изражена разлика плиме и осеке – већа од 10 метара а принцип рада је сличан хидроелектрани. У улазу погодног залива се постави брана и када се ниво воде подигне пропушта се преко турбине у залив. Пошто се залив напуни водом брана се затвара и чека се на пад нивоа воде да би се вода пропустила ван залива. Турбине могу бити једносмерне, што је једноставније, или двосмерне да би се искоритио проток воде у оба смера.